# خوسيه ماري باكيرو
خوسيه ماري باكيرو (بالإسبانية: José Mari Bakero)‏، من مواليد 11 فبراير 1963، لاعب كرة قدم إسباني سابق، ومدرب كرة قدم إسباني.
لعب مع منتخب إسبانيا لكرة القدم.

## مسيرته الكروية
لعب خوسيه ماري باكيرو خلال مسيرته الاحترافية مع 3 أندية في ثمانية عشر موسمًا وسجل خلالها 142 هدف ضمن 500 مباراة. حيث فاز في ثلاثة مواسم بالكأس وفي ستة مواسم بالدوري.
خاض خوسيه ماري باكيرو مسيرته مع نادي ريال سوسيداد في موسم 1980–81 ليلعب معه ثمانية مواسم، مشاركًا في 223 مباراة سجل خلالها 67 هدفًا. ثم انتقل إلى نادي برشلونة في موسم 1988–89 ليلعب معه تسعة مواسم، حيث شارك في 260 مباراة سجل خلالها 72 هدفًا. لينتقل بعدها إلى نادي تيبورونيس روخوس دي فيراكروز في موسم 1996–97 لمدة موسم واحد، مشاركًا في 17 مباراة سجل خلالها 3 أهداف.

## روابط خارجية
- خوسيه ماري باكيرو على موقع الاتحاد الدولي (مؤرشف)  (الإنجليزية)
- خوسيه ماري باكيرو على موقع الاتحاد الأوربي (الإنجليزية)
- خوسيه ماري باكيرو على موقع قاعدة بيانات كرة القدم.إي يو (الإنجليزية)
- خوسيه ماري باكيرو على موقع ناشيونال فوتبول تيمز (الإنجليزية)
- خوسيه ماري باكيرو على موقع Soccerway.com (الإنجليزية)
- خوسيه ماري باكيرو على موقع عالم كرة القدم.نت (الإنجليزية)